# Пайн-Лейк-Парк (Нью-Джерсі)
Пайн-Лейк-Парк (англ. Pine Lake Park) — переписна місцевість (CDP) в США, в окрузі Оушен штату Нью-Джерсі. Населення — 8913 особи (2020).

## Географія
Пайн-Лейк-Парк розташований за координатами 40°0′6″ пн. ш. 74°15′32″ зх. д. / 40.00167° пн. ш. 74.25889° зх. д. (40.001605, -74.258977).  За даними Бюро перепису населення США в 2010 році переписна місцевість мала площу 6,66 км², з яких 6,66 км² — суходіл та 0,00 км² — водойми.

## Демографія
Згідно з переписом 2010 року, у переписній місцевості мешкало 8707 осіб у 2859 домогосподарствах у складі 2229 родин. Густота населення становила 1308 осіб/км².  Було 3017 помешкань (453/км²).
Расовий склад населення:
| - 85,6 % — білих - 5,5 % — чорних або афроамериканців - 4,1 % — азіатів - 0,1 % — корінних американців - 2,6 % — осіб інших рас |

До двох чи більше рас належало 2,1 %. Частка іспаномовних становила 9,3 % від усіх жителів.
За віковим діапазоном населення розподілялося таким чином: 26,0 % — особи молодші 18 років, 63,5 % — особи у віці 18—64 років, 10,5 % — особи у віці 65 років та старші. Медіана віку мешканця становила 37,7 року. На 100 осіб жіночої статі у переписній місцевості припадало 92,8 чоловіків;  на 100 жінок у віці від 18 років та старших — 88,6 чоловіків також старших 18 років.
Середній дохід на одне домашнє господарство  становив 82 352 долари США (медіана — 72 156), а середній дохід на одну сім'ю — 89 218 доларів (медіана — 77 112). Медіана доходів становила 60 823 долари для чоловіків та 47 765 доларів для жінок. За межею бідності перебувало 5,9 % осіб, у тому числі 6,9 % дітей у віці до 18 років та 7,6 % осіб у віці 65 років та старших.
Цивільне працевлаштоване населення становило 4069 осіб. Основні галузі зайнятості: освіта, охорона здоров'я та соціальна допомога — 24,1 %, будівництво — 13,8 %, роздрібна торгівля — 12,7 %.